# Port lotniczy Sayaboury
Port lotniczy Sayaboury (IATA: ZBY, ICAO: VLSB) – port lotniczy położony w Muang Xaignabouli w Laosie.